# 만경도서관
만경도서관은 전북특별자치도 김제시에 있는 공립 도서관이다.

## 연혁
- 1998년 11월 19일 개관.